# Memória de tambor

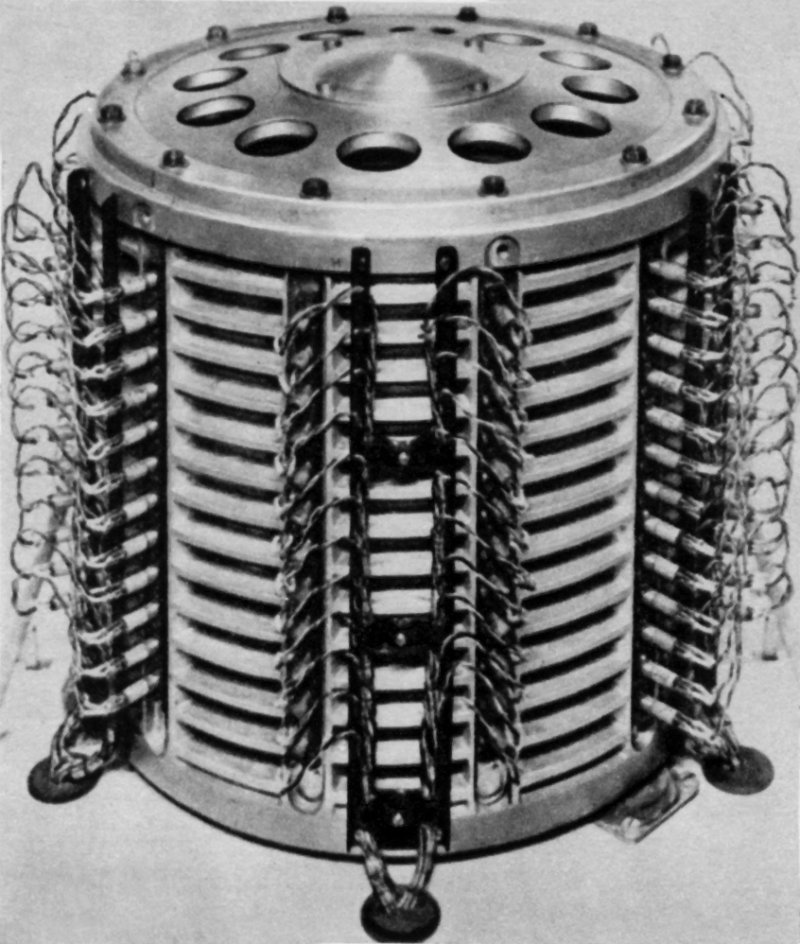
Memória de bateria de um computador polonês ZAM-41

Memória de tambor foi um dispositivo magnético de armazenamento de dados inventado por Gustav Tauschek em 1932 na Áustria.
A bateria foi amplamente utilizada nas décadas de 1950 e 1960 como memória de computador. Muitos dos primeiros computadores, chamados de baterias eletrônicas ou baterias eletrônicas, usavam a memória da bateria como a principal memória de trabalho do computador.
Os tambores foram substituídos como memória primária do computador pela memória de núcleo magnético, que oferecia um melhor equilíbrio entre tamanho, velocidade, custo, confiabilidade e potencial para melhorias adicionais. As baterias foram então substituídas por unidades de disco rígido para armazenamento secundário, que eram mais baratas e ofereciam armazenamento mais denso. A fabricação de tambores cessou na década de 1970.